# Солнечное (Херсонская область)
Солнечное (укр. Сонячне) — посёлок в Херсонской городской общине Херсонского района Херсонской области Украины.
Почтовый индекс — 73482. Телефонный код — 552.

## Население
Население по переписи 2001 года составляло 782 человека.

### Языковой состав
Родной язык населения по данным переписи 2001 года:
| Язык       | Численность, чел. | Доля     |
| ---------- | ----------------- | -------- |
| Украинский | 715               | 91,43 %  |
| Русский    | 63                | 8,06 %   |
| Другое     | 4                 | 0,51 %   |
| Итого      | 782               | 100,00 % |